# Ponte Carpanini
Il Ponte Carpanini è l'unico ponte mobile di Torino. Sorge sulla Dora Riparia, nel quartiere Aurora. Collega Piazza Borgo Dora e Corso Vercelli (Borgata Aurora).  
È intitolato a Domenico Carpanini, ex vicesindaco del capoluogo piemontese.

## Storia e realizzazione
L'opera fu realizzata a seguito dell'irrimediabile danneggiamento subito durante l'alluvione dell'ottobre 2000 dal vecchio ponte intitolato alla Principessa Clotilde di Savoia, costruito nel 1882 su progetto dell'allora ingegnere capo del comune di Torino Edoardo Pecco e che fu in seguito abbattuto.
La sua realizzazione si inquadra, insieme alla riqualificazione della sponda destra del fiume tra via Cigna e corso Giulio Cesare, nel generale intervento di miglioramento di Borgo Dora.
È stato costruito dalla società SAICAIM Spa e dalla ditta SISEA Spa, che l'ha completato, mentre il progetto è opera dell'architetto Giorgio De Ferrari e dell'ingegnere Francesco Ossola. Il costo dell'opera è stato di 2.400.000 euro mentre i lavori sono durati circa 16 mesi.

## Caratteristiche tecniche

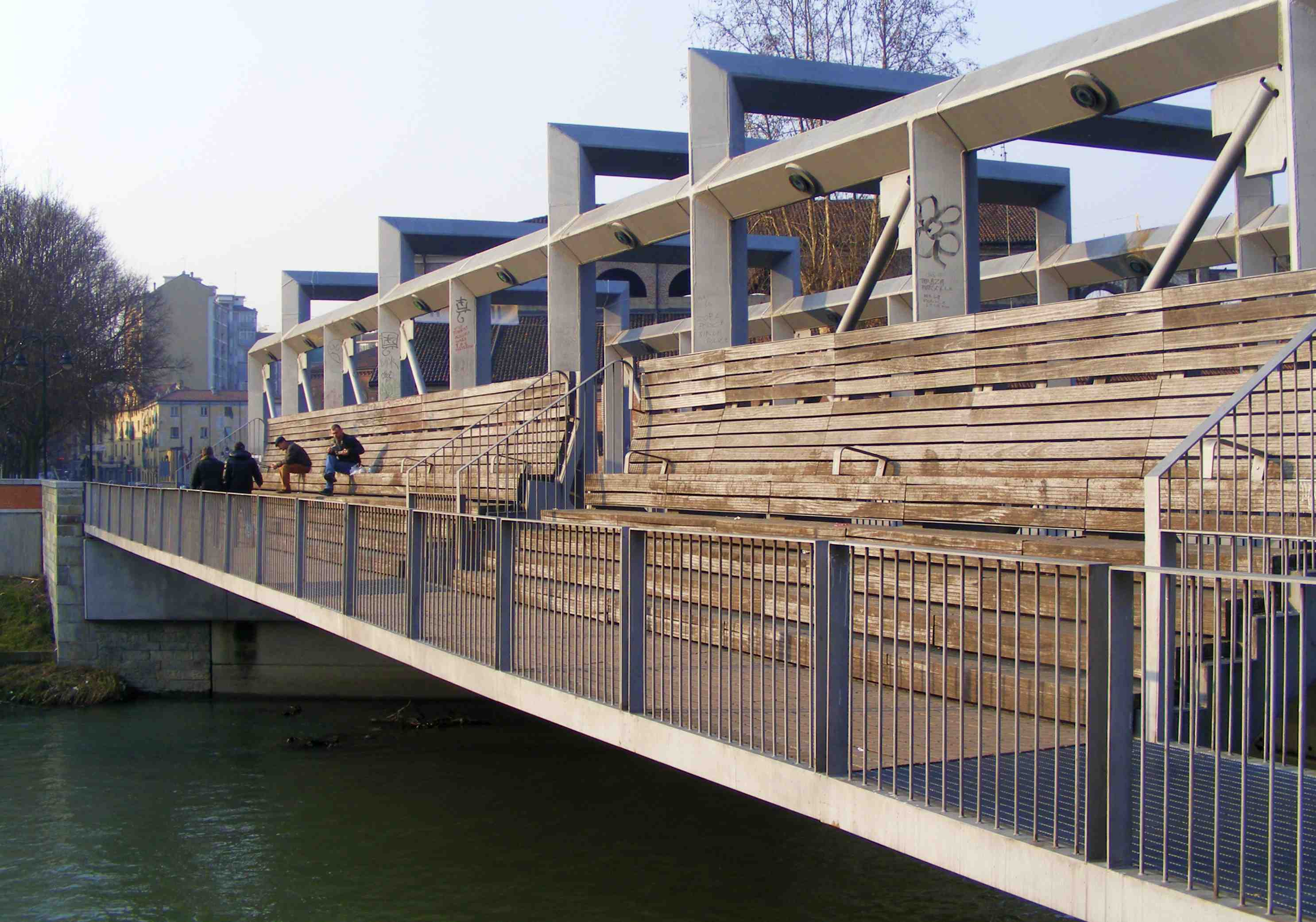
L'affaccio sulla Dora

La struttura, a campata unica e vincolata a martinetti che all'occorrenza permettono il sollevamento del ponte, è stata progettata dall'architetto Giorgio De Ferrari e dall'ingegner Francesco Ossola, che ne hanno anche seguito la realizzazione. Il ponte è lungo 43 metri e largo 12.
Oltre alle due corsie centrali (7,12 metri) realizzate per il transito dei veicoli a motore e ad una pista ciclabile (2,20 metri), presenta un marciapiede laterale, a sua volta fiancheggiato da una gradinata rivestita in legno duro (2 metri) ed affacciata verso il fiume. La struttura portante pesa circa 700 tonnellate ed è costituita da grosse travature in acciaio a sezione romboidale saldate tra loro. 
Per il rivestimento delle spalle del ponte sono state riutilizzate le pietre provenienti dal ponte ottocentesco demolito dopo l'alluvione.
In caso di piena il ponte ha la possibilità di essere sollevato fino a 1,30 metri grazie all'azione di alcuni martinetti idraulici collocati all'interno di vani interrati.